# 立陶宛語維基百科
立陶宛語維基百科為維基百科協作計劃之立陶宛語版本，由非營利組織──維基媒體基金會維持負責。目前是各語言維基百科計劃中，規模排名第30（依條目量計算）的維基百科。計劃開始於2001年，至2011年6月已有超過134,000個條目。

## 外部連結
- 立陶宛語維基百科 （页面存档备份，存于）